# Tanyproctus pilimargo
Tanyproctus pilimargo är en skalbaggsart som beskrevs av Edmund Reitter 1902. Tanyproctus pilimargo ingår i släktet Tanyproctus och familjen Melolonthidae. Inga underarter finns listade i Catalogue of Life.